# Mitre 10 Cup 2017
La Mitre 10 Cup 2017 fue la cuadragésimo segunda edición y duodécima con el formato actual del principal torneo de rugby profesional de Nueva Zelanda.
El campeón de la competición fue el equipo de Canterbury quienes lograron su décimo cuarto campeonato.

## Sistema de disputa
Los equipos enfrentan a los seis equipos restantes de su división y disputan cuatro encuentros inter-división, totalizando 10 encuentros, 
- Los cuatro equipos con mejor clasificación al final de la fase de grupos de la Premiership clasifican a semifinales buscando el título de la competición, mientras que el séptimo lugar desciende al Championship de la temporada siguiente.

- Los cuatro mejores clasificados del Championship clasifican a semifinales buscando el ascenso a la Premiership de la temporada siguiente, el campeón asciende de manera automática a la división de honor.

## Premiership - Primera División
- Clasificación[1]

| Pos. | Equipo           | Encuentros | Encuentros | Encuentros | Encuentros | Tantos | Tantos | Tantos | PB | PB | Puntos |
| Pos. | Equipo           | PJ         | PG         | PE         | PP         | F      | C      | Dif    | BO | BD | Puntos |
| ---- | ---------------- | ---------- | ---------- | ---------- | ---------- | ------ | ------ | ------ | -- | -- | ------ |
| 1.º  | Taranaki         | 10         | 8          | 0          | 2          | 390    | 318    | +72    | 10 | 0  | 42     |
| 2.º  | Canterbury       | 10         | 8          | 0          | 2          | 445    | 246    | +199   | 9  | 0  | 41     |
| 3.º  | North Harbour    | 10         | 8          | 0          | 2          | 331    | 223    | +108   | 4  | 1  | 37     |
| 4.º  | Tasman           | 10         | 6          | 0          | 4          | 275    | 306    | –31    | 7  | 0  | 31     |
| 5.º  | Counties Manukau | 10         | 5          | 1          | 4          | 257    | 297    | –40    | 4  | 1  | 27     |
| 6.º  | Auckland         | 10         | 3          | 0          | 7          | 235    | 298    | –63    | 4  | 2  | 18     |
| 7.º  | Waikato          | 10         | 2          | 0          | 8          | 213    | 293    | –80    | 5  | 4  | 17     |

|  | Semifinalista.            |
|  | Descenso al Championship. |

### Semifinales
| 21 de octubre | Canterbury | 35 - 24 | North Harbour | AMI Stadium, Christchurch |  |

| 21 de octubre | Taranaki | 29 - 30 | Tasman | Yarrow Stadium, New Plymouth |  |

### Final
| 28 de octubre | Canterbury | 35 - 13 | Tasman | AMI Stadium, Christchurch |  |

| Bandera de Nueva Zelanda |
| Campeón Canterbury       |
| Décimo cuarto título     |

## Championship - Segunda División
- Clasificación[2]

| Pos. | Equipo        | Encuentros | Encuentros | Encuentros | Encuentros | Tantos | Tantos | Tantos | PB | PB | Puntos |
| Pos. | Equipo        | PJ         | PG         | PE         | PP         | F      | C      | Dif    | BO | BD | Puntos |
| ---- | ------------- | ---------- | ---------- | ---------- | ---------- | ------ | ------ | ------ | -- | -- | ------ |
| 1.º  | Wellington    | 10         | 9          | 0          | 1          | 407    | 207    | +200   | 10 | 1  | 47     |
| 2.º  | Bay of Plenty | 10         | 5          | 1          | 4          | 285    | 251    | +34    | 5  | 1  | 28     |
| 3.º  | Otago         | 10         | 4          | 0          | 6          | 331    | 269    | +62    | 5  | 5  | 26     |
| 4.º  | Northland     | 10         | 5          | 0          | 5          | 264    | 221    | +43    | 4  | 1  | 25     |
| 5.º  | Manawatu      | 10         | 4          | 0          | 6          | 278    | 287    | –9     | 5  | 3  | 24     |
| 6.º  | Hawke´s Bay   | 10         | 2          | 0          | 8          | 203    | 398    | –195   | 2  | 1  | 11     |
| 7.º  | Southland     | 10         | 0          | 0          | 10         | 154    | 454    | –300   | 0  | 1  | 1      |

|  | Semifinalista. |

### Semifinales
| 20 de octubre | Wellington | 49 - 21 | Northland | Westpac Stadium, Wellington |  |

| 21 de octubre | Bay of Plenty | 48 - 32 | Otago | Tauranga Domain, Tauranga |  |

### Final
| 27 de octubre | Wellington | 59 - 45 | Bay of Plenty | Westpac Stadium, Wellington |  |

| Bandera de Nueva Zelanda        |
| Ganador Championship Wellington |
| Primer título                   |